# 하트셉수트의 장제전

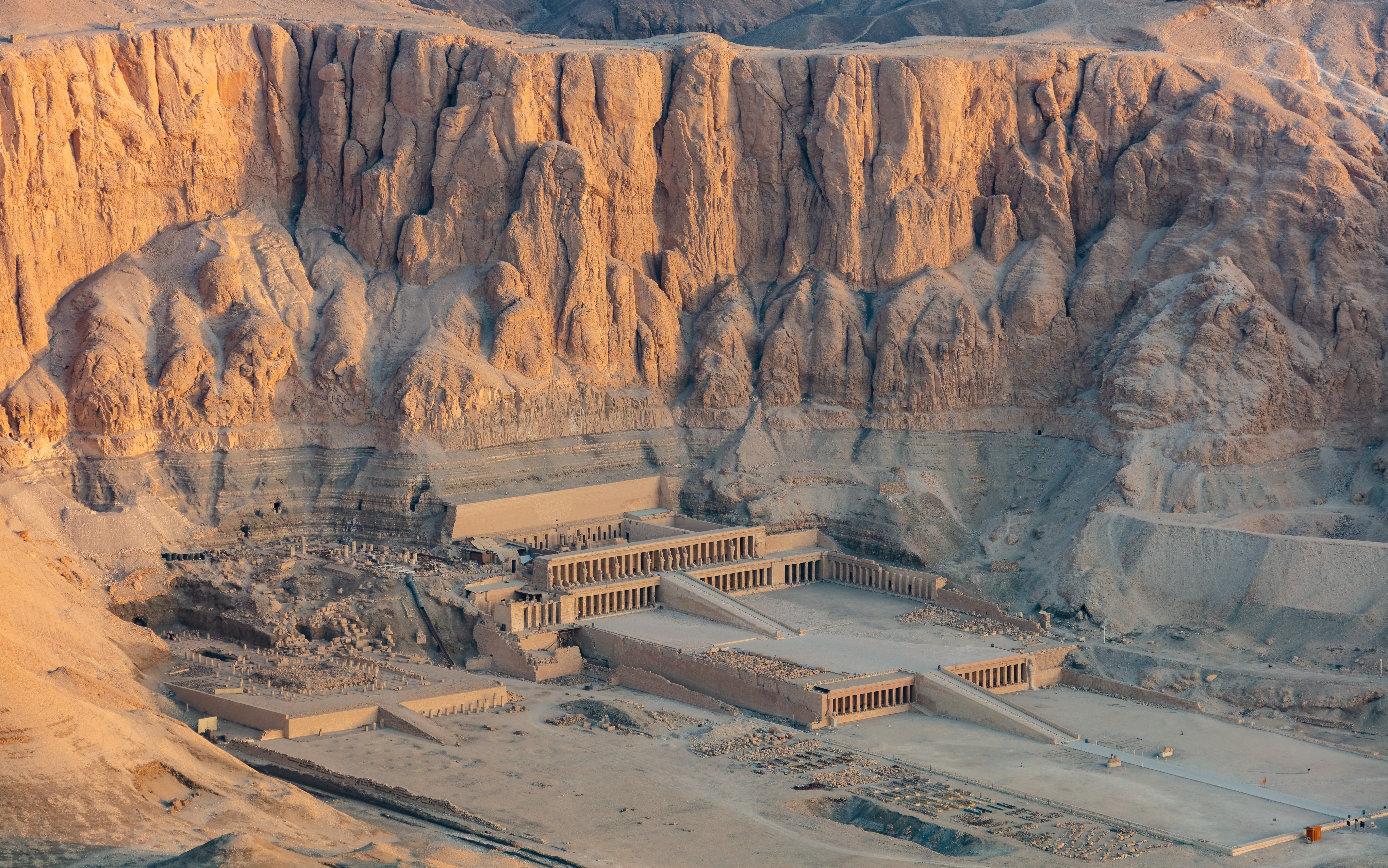

하트셉수트의 장제전(Mortuary temple of Hatshepsut, 이집트어: Ḏsr-ḏsrw는 "지성소"를 의미)은 이집트 제18왕조의 파라오 하트셉수트 통치 기간에 지어진 장제전이다. 룩소르시 맞은편에 위치한 것으로 간주된다. 고대 건축물의 걸작이다. 세 개의 거대한 테라스가 사막 바닥 위로 솟아 있고 데르 엘 바하리(Deir el-Bahari) 절벽으로 이어져 있다. 하트셉수트의 무덤인 KV20은 영안실 단지를 위한 피라미드인 엘 쿠른(El Qurn)으로 덮인 동일한 중앙산괴 내부에 있다. 동쪽으로 1km 떨어진 사막 가장자리에 둑길로 단지와 연결되어 있는 계곡 사원이 있다. 나일강 건너편에 있는 전체 구조물은 하트셉수트가 카르나크 신전에 추가한 가장 눈에 띄는 추가 건물이자 계곡의 아름다운 축제 행렬이 출발한 기념비적인 제8탑을 향하고 있다. 사원의 두 가지 기능은 축으로 식별된다. 주요 동서 축은 축제의 절정에 아문의 범선을 받는 역할을 하는 반면, 남북 축은 대관식에서 환생까지 파라오의 생애주기를 나타낸다.
계단식 사원의 건설은 하트셉수트 재위 7년과 20년 사이에 이루어졌으며, 이 기간 동안 건축 계획은 반복적으로 수정되었다. 그 디자인은 6세기 전에 건설된 인접한 이집트 제11왕조의 멘투호테프 2세 사원의 영향을 많이 받았다. 그러나 방과 성소의 배열은 완전히 독특하다. 일반적으로 영안실 단지를 위해 예약된 주축은 대신 아문 바크의 성소로 채워지며, 영안실 숭배는 남쪽으로 옮겨져 북쪽의 태양 숭배 단지와 함께 보조 축을 형성한다. 중앙 테라스에는 하토르(Hathor)와 아누비스(Anubis)의 성지가 중앙 성소와 분리되어 있다. 여기 테라스 앞에 있는 현관에는 사원의 가장 눈에 띄는 부조가 있다. 푼트 땅 탐험과 하트셉수트의 신성한 탄생, 왕실의 일원이자 경건한 후손으로서 정당하게 왕좌를 차지하려는 그녀의 사건의 중추이다. 아래의 가장 낮은 테라스는 둑길과 계곡 사원으로 연결된다.